# Хаттёбори (станция, Токио)

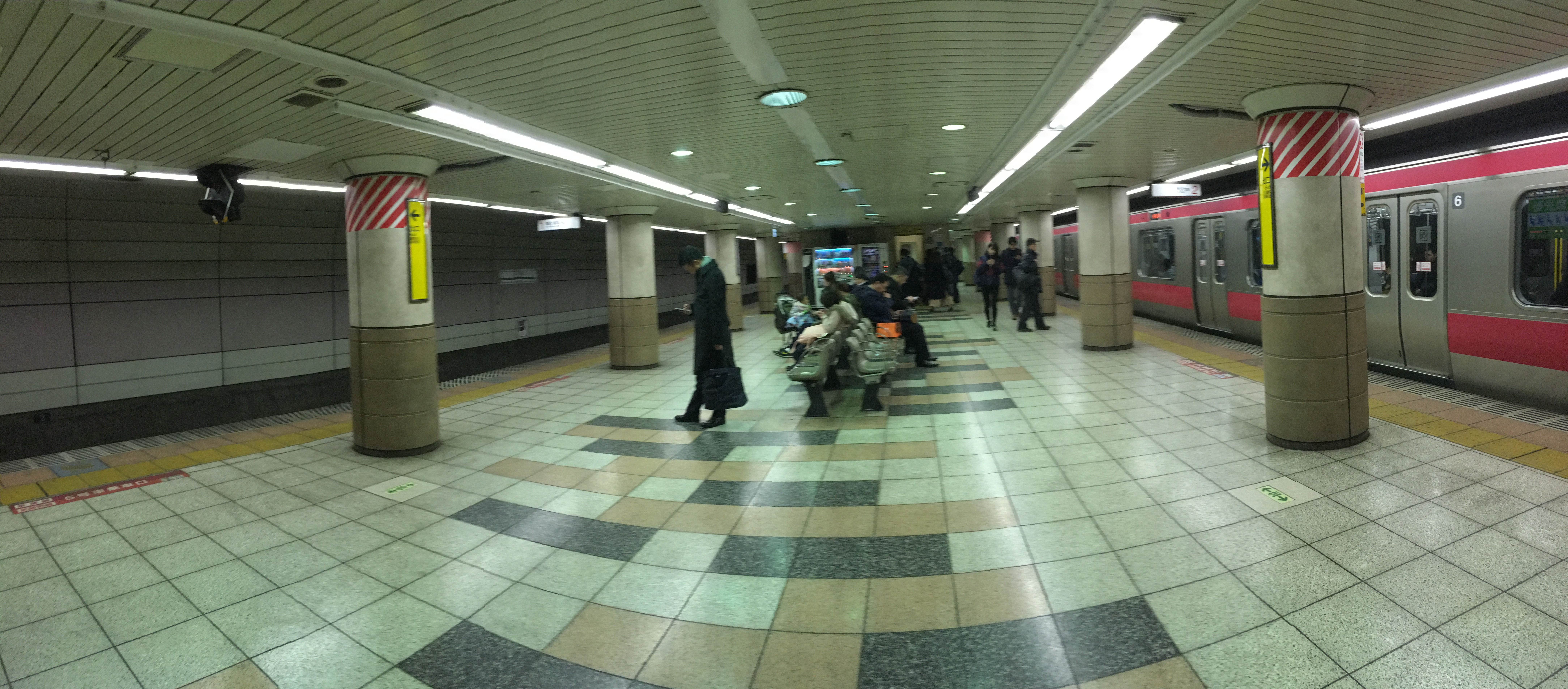
Платформа линии Кэйё

Станция Хаттёбори (яп. 八丁堀駅 хаттё:бори эки) — железнодорожная станция на линях Кэйё и Хибия расположенная в специальном районе Тюо, Токио. Станция обозначена номером H-12 на линии Хибия. На станции установлены автоматические платформенные ворота.

## Планировка станции

### JR East
Одна платформа островного типа и два пути.
| 1 | ■ Линия Кэйё | Майхама ・ Сога ・ (Линия Мусасино) Ниси-Фунабаси ・ Син-Мацудо |
| 2 | ■ Линия Кэйё | Токио                                                           |

### Tokyo Metro
Одна платформа островного типа и два пути.
| 1 | ○ Линия Хибия | Гиндза ・ Эбису ・ Нака-Мэгуро ・(Линия Тоёко) Хиёси ・ Кикуна |
| 2 | ○ Линия Хибия | Уэно ・ Кита-Сэндзю ・(Линия Исэсаки) Тобу-Добуцукоэн          |

## Близлежащие станции
| «                  |                | Линия      |                | »              |
| Линия Кэйё         | Линия Кэйё     | Линия Кэйё | Линия Кэйё     | Линия Кэйё     |
| ------------------ | -------------- | ---------- | -------------- | -------------- |
| Токио              | Токио          | local      | Эттюдзима      | Эттюдзима      |
| Токио              | Токио          | rapid      | Син-Киба       | Син-Киба       |
| Линия Хибия (H-12) |                |            |                |                |
| Цукидзи (H-11)     | Цукидзи (H-11) | -          | Каябатё (H-13) | Каябатё (H-13) |